# Peter Bzdúch
Peter Bzdúch (* 28. března 1955,Bratislava – † 11. prosinec 2012, Bratislava) byl slovenský herec.
V roce 1978 absolvoval studium herectví na VŠMU v Bratislavě. V letech 1978-1986 působil jako člen hereckého souboru činohry Divadla Slovenského národního povstání (dnes Slovenské komorní divadlo) v Martině, v roce 1986 se stal členem Činohry Slovenského národního divadla v Bratislavě. Zemřel na rakovinu jater ve věku 57 let.

## Filmografie
- 1983 Zrelá mladosť (Gonda)
- 1984 Kráľ Drozdia brada (strážce, medvědář)
- 1985 Skleníková Venuša (náměstek)
- 1986 Alžbetin dvor (Bogár)
- 1986 Šiesta veta (Miško Kramárik)
- 1987 Neďaleko do neba (kaprál)
- 1988 Správca skanzenu (Imro)
- 1989 Rabaka (Andy)
- 1990 Let asfaltového holuba (lékař)
- 1990 Šípková Ruženka
- 1994 Na krásnom modrom Dunaji (komisař Gazdík)
- 1995 ...kone na betóne (Pišta)
- 1996 Suzanne (náčelník stanice)
- 1998 Rivers of Babylon (Fredy)
- 2000 Krajinka (gazda)